# 会宁寺
会宁寺，位于中国青海省大通县景阳乡土关村，为第六批青海省文物保护单位，公布日期为1998年12月22日，类型为古建筑。
会宁寺的历史年代为明。